# Linda Lucía Callejas
Linda Lucía Callejas Maya (Medellín, 27 de diciembre de 1970) es una modelo, cantante, administradora de empresas y actriz colombiana. Participó en el concurso nacional de belleza representando a Antioquia en 1989.

## Biografía
Linda Lucía Callejas ingresó al Concurso nacional de belleza en 1989 representando a Antioquia en Cartagena, donde obtuvo el premio de Mejor traje de fantasía.

## Filmografía

### Televisión
| Año       | Título                                   | Personaje                      | Canal                  |
| --------- | ---------------------------------------- | ------------------------------ | ---------------------- |
| 2024      | Arelys Henao, aún queda mucho por cantar | María Ruiz viuda de Henao      | Caracol Televisión     |
| 2023      | Paraíso blanco                           | Virginia Rivas                 | Vix                    |
| 2019      | Los Briceño                              | Amalfi Sánchez "Doña Amalfi"   | Netflix                |
| 2019      | Más Allá del Tiempo                      | María Cano (1 episodio)        | Teleantioquia          |
| 2019      | La Primípara                             | Lucero                         | Teleantioquia          |
| 2018-2019 | Loquito por ti                           | Maruja Ramírez de Arango       | Caracol Televisión     |
| 2016-2017 | Cuando vivas conmigo                     | Josefa Méndez                  | Caracol Televisión     |
| 2015      | Laura la santa Colombiana                | Madre Laura Montoya            | Caracol Televisión     |
| 2015      | La esquina del diablo                    |                                | UniMás                 |
| 2014      | El chivo                                 |                                | UniMás                 |
| 2013-2014 | Mentiras perfectas                       | Raquel                         | Caracol Televisión     |
| 2013-2014 | Chica vampiro                            | María McLaren                  | Canal RCN              |
| 2012      | Casa de reinas                           |                                | Canal RCN              |
| 2012      | Escobar: el patrón del mal               | Doña Enelia de Escobar (Joven) | Caracol Televisión     |
| 2011-2012 | Flor salvaje                             | Calzones                       | Telemundo              |
| 2011      | Amar y temer                             | Dolores Aragón de Bénitez      | Caracol Televisión     |
| 2010      | Decisiones extremas                      |                                | Telemundo              |
| 2010      | El clon                                  | Gloria                         | Telemundo              |
| 2010      | Doña Bella                               | Carolina de Mendoza            | Canal RCN              |
| 2008-2009 | Sin senos no hay paraíso                 | Imelda Beltrán "Doña Imelda"   | Telemundo              |
| 2008      | El cartel                                | Belinda (amiga de Juanita)     | Caracol Televisión     |
| 2007-2008 | Nadie es eterno en el mundo              | Marimar Infante                | Caracol Televisión     |
| 2006      | Por amor                                 | Dolores de García              | Canal RCN              |
| 2005-2006 | El baile de la vida                      | Marcela Piedrahíta             | Caracol Televisión     |
| 1997-1998 | María Celina                             | María Celina Quintero          | Univisión              |
| 1997      | Señora bonita                            | María del Pilar                | Jorge Barón Televisión |
| 1996      | Si nos dejan                             | María Lucía                    | Jorge Barón Televisión |
| 1995      | Soledad                                  | Soledad Guerrero               | Jorge Barón Televisión |
| 1992-1993 | Lucerito                                 | Lucero "Lucerito" Morales      | Jorge Barón Televisión |
| 1992      | La hija de nadie                         | Ximena                         | Jorge Barón Televisión |
| 1991      | Sombra de tu sombra                      | Aura María                     | Caracol Televisión     |
| 1990      | Música maestro                           | Azucena                        | Caracol Televisión     |
| 1990      | Marianela                                |                                |                        |

## Cine
| Año  | Título                     | Personaje          |
| ---- | -------------------------- | ------------------ |
| 2019 | Al son que me toquen bailo | Elizabeth (adulta) |
| 2019 | Alma de héroe              | Mariana Miranda    |
| 2017 | Mariposas verdes           | Gladys             |
| 2010 | Sin tetas no hay paraíso   | Hilda Santana      |

## Teatro
- El bolero de Ruben
- Hollywood Night "Ángeles y Rosas"
- Infieles (Colombia)
- El amor es más fuerte que la muerte
- Amigos del alma
- La casita del placer
- La muerte

## Premios y nominaciones

### Premios TVyNovelas
| Año  | Categoría                             | Telenovela o serie | Resultado |
| ---- | ------------------------------------- | ------------------ | --------- |
| 2011 | Mejor actriz de reparto de telenovela | El clon            | Nominada  |
| 1996 | Actriz protagónica de serie favorita  | Soledad            | Nominada  |